# Treat You Better
Treat You Better är en låt av den kanadensiske sångaren och låtskrivaren Shawn Mendes, släppt genom Island Records den 3 juni 2016, som huvudsingel från hans andra studioalbum, Illuminate. Den skrevs av Mendes själv tillsammans med Teddy Geiger och Scott Harris, medan Geiger producerade låten tillsammans med Dan Romer och Daylight.